# Mesochorus extensator
Mesochorus extensator är en stekelart som beskrevs av Schwenke 2002. Mesochorus extensator ingår i släktet Mesochorus och familjen brokparasitsteklar. Inga underarter finns listade i Catalogue of Life.